# Crna korintska bronza
Crna korintska bronza ili hepatizon je u vreme klasične antike posebno cenjena metalna legura, smatra se da je bila sastavljena od bakra i malih količina zlata i srebra (pretpostavlja se po 8% svakog).
Legura je naknadno patinirana u purpurno crnu boju, sličnu boji jetre, te od tuda i naziv hepatizon. Spominju je brojni antički tekstovi, između ostalih i Plinije stariji. Slične su legure također poznavali stari egipćani, stanovnici Mikene te rimljani, a korištene su i u drevnom Japanu ,gdje se koriste sve do danas,te u Kini.

## Dodatna literatura
1. La Niece,S.;Craddock,P. Metal Plating and Patination: Cultural,Technical and Historical Develpoments,Boston 1993.
2. Alessandra Giumlia-Mair and Matthias Lehr, EXPERIMENTAL REPRODUCTION OF ARTIFICIALLY PATINATED ALLOYS, IDENTIFIED IN ANCIENT EGYPTIAN, PALESTINIAN, MYCENAEAN AND ROMAN OBJECTS. Metodologie ed esperienze fra verifica, riproduzione, comunicazione e simulazione, Provincia autonoma di Trento, Servizio Beni Culturali, Ufficio Beni Archeologici, Paolo Bellintani e Luisa Moser (a cura di), Comano Terme – Fiavè, 13 – 15 Settembre 2001, Trento 2003, pp. 291 - 310.

## Spoljašnje veze
- David M Jacobson/Corinthian Bronze and the Gold of the Alchemists
- Craddock,P. Gold in Antique Copper Alloys
- Tekst o korintskoj bronzi,iz knjige Historia Naturalis Plinija starijeg,na engleskom